# Kanton Bertincourt
Kanton Bertincourt (francouzsky Canton de Bertincourt) byl francouzský kanton v departementu Pas-de-Calais v regionu Nord-Pas-de-Calais. Tvořilo ho 18 obcí. Zrušen byl po reformě kantonů 2014.

## Obce kantonu
- Barastre
- Beaumetz-lès-Cambrai
- Bertincourt
- Beugny
- Bus
- Haplincourt
- Havrincourt
- Hermies
- Lebucquière
- Léchelle
- Metz-en-Couture
- Morchies
- Neuville-Bourjonval
- Rocquigny
- Ruyaulcourt
- Trescault
- Vélu
- Ytres